# Jean-Loup Hubert
Pour les articles homonymes, voir Hubert.
Jean-Loup Hubert est un scénariste et réalisateur français, né le 4 octobre 1949 à Nantes en Loire-Atlantique. Il est le père d'Antoine Hubert, de Julien Hubert, de Pauline Hubert et de Basile Hubert.

## Biographie
Jean-Loup Hubert naît en octobre 1949 à Nantes, en Loire-Atlantique. Il grandit à Trentemoult, jusqu'à ses 8 ans.
En 1981, il présente son premier long métrage L'Année prochaine... si tout va bien qu'il a coécrit avec Josiane Balasko et Gérard Zingg et tourné en janvier de la même année dans le Finistère et à Paris, avec les acteurs Isabelle Adjani et Thierry Lhermitte dans les rôles principaux. Selon Jacques Siclier, le réalisateur « s'amuse à montrer le renversement des situations économiques et sociales : la femme au bureau, l'homme au foyer, et les faux-semblants de la liberté sexuelle battue en brèche par l'amour et la jalousie. Il ridiculise les « machos » mais semble prendre parti pour un féminisme tempéré, un nouvel accord des sexes reformant, en fin de compte, le couple marié, traditionnel ».
Au milieu des années 1980, il travaille sur son prochain film intitulé Sanguine, avant de l'abandonner 15 jours avant le tournage. Déçu, il s'isole dans une maison en pleine campagne de son enfance : il retourne à Rouans, en Loire-Atlantique, où il passait ses vacances et, évoquant son enfance, se met à écrire le scénario qui a pour titre Le Grand Chemin.
En 1987, il présente son troisième film Le Grand Chemin. Le tournage a lieu à Rouans, en plein été 1986, avec les acteurs Anémone, Richard Bohringer, Antoine Hubert (fils de Jean-Loup Hubert) et Vanessa Guedj. En 1988, ce film est nommé meilleur film, meilleur réalisateur et meilleur scénario à la cérémonie des César.
En 2014, la maire de Nantes Johanna Rolland lui remet la médaille de la ville.

## Filmographie

### En tant que réalisateur

#### Longs métrages
- 1981 : L'Année prochaine... si tout va bien
- 1984 : La Smala
- 1987 : Le Grand Chemin
- 1989 : Après la guerre
- 1990 : La Reine blanche
- 1993 : À cause d'elle
- 1997 : Marthe
- 2004 : Trois Petites Filles

#### Courts métrages
- 1998 : Émotions
- 1999 : Pulpeuse fiction
- 2000 : Duel
- 2010 : Avec de l'amour

### En tant que scénariste

#### Longs métrages
- 1981 : L'Année prochaine... si tout va bien de lui-même
- 1984 : La Smala de lui-même
- 1986 : La Gitane de Philippe de Broca
- 1987 : Le Grand Chemin de lui-même
- 1989 : Après la guerre de lui-même
- 1990 : La Reine blanche de lui-même
- 1993 : À cause d'elle de lui-même
- 1997 : Marthe de lui-même
- 2004 : Trois Petites Filles de lui-même

#### Court métrage
- 2000 : Duel de lui-même

## Distinctions

### Nominations
- César 1988[6] :
  - meilleur film pour Le Grand Chemin
  - meilleur réalisateur pour Jean-Loup Hubert
  - meilleur scénario pour Jean-Loup Hubert

### Hommage
- Carnaval 2014 : médaille de la ville de Nantes[5]